# Thomas Shadwell
Thomas Shadwell (h. 1642 – 19 de noviembre de 1692) fue un dramaturgo inglés y escritor de obras diversas, nombrado poeta laureado en 1689.

## Biografía
Según su hijo, Sir John Shadwell, Thomas Shadwell nació en Stanton Hall, Norfolk, y estudió en la escuela de Bury St Edmunds, y en el Gonville and Caius College de Cambridge, donde entró en 1656. Abandonó la universidad sin graduarse, y se unió al Middle Temple. 
En 1668 produjo una comedia en prosa, The Sullen Lovers, o los Impertinentes, basada en Les Fâcheux de Molière, y escrita como una abierta imitación de la comedia de humores de Ben Jonson. Sus mejores obras son Epsom Wells (1672), para la que Sir Charles Sedley escribió un prólogo, y el Squire of Alsatia (1688). Alsatia era un nombre en clave para la zona de Whitefriars de Londres, por entonces una especie de santuario de personas amenazadas con arresto, y la obra representa, en un diálogo lleno de argot local, las aventuras de un joven heredero que cae en manos de los estafadores del lugar.
Durante catorce años desde su primera comedia a su memorable encuentro con John Dryden, Shadwell produjo cerca de una obra al caño. Estas producciones muestran odio hacia la falsedad, y una intención moral honrada. Aunque groseras, presentan una imagen vívida de las costumbres contemporáneas.
Con el triunfo whig de 1688 sustituyó a John Dryden como poeta laureado e historiador real. Murió en Chelsea el 19 de noviembre de 1692.

## Obras
Una edición completa de sus obras se publicó por su hijo, Sir John Shadwell, en 1720. Sus otras obras dramáticas fueron:
- The Sullen Lovers, or the Impertinents (1668),  adaptada de Molière
- The Royal Shepherdess (1669), adaptación de la obra de John Fountain Rewards of Virtue
- The Humorist (1671)
- The Miser (1672), adaptada de Molière
- Psyche (1675)
- The Libertine (1676)
- The Virtuoso (1676)
- The history of Timon of Athens the Man-hater (1678)
- A True Widow (1679)
- The Woman Captain (1680), reestrenada en 1744 como The Prodigal
- The Lancashire Witches and Teague O'Divelly, the Irish Priest (1682)
- Bury Fair (1689)
- The Amorous Bigot, con la segunda parte de Teague O'Divelly (1690)
- The Scowerers (1691)
- The Volunteers, o Stockjobbers, publicada póstumamente (1693).